# Ban Hyo-jung
Ban Hyo-jung (de nacimiento Ban Man-hee) es una actriz surcoreana. Debutó como actriz en 1964, con un pequeño papel en la película de Shin Sang-ok Rice, y tiene una prolífica carrera en dramas de televisión.

## Filmografía

### Cine
| Año  | Título                           | Rol                   |
| ---- | -------------------------------- | --------------------- |
| 1964 | Rice                             |                       |
| 1964 | Red Scarf                        |                       |
| 1973 | At the Age of 18                 |                       |
| 1975 | Lust                             |                       |
| 1977 | You Are the Sun and I'm the Moon |                       |
| 1988 | Diary of King Yeonsan            |                       |
| 2002 | The Beauty in Dream              | abuela                |
| 2007 | The Old Garden                   | madre de Han Yoon-hee |

### Series de televisión
| Año     | Título                            | Rol                              | Red       |
| ------- | --------------------------------- | -------------------------------- | --------- |
| 1981    | Jang Hui-bin                      |                                  | MBC       |
| 1982    | Winds and Clouds                  |                                  | KBS1      |
| 1982    | Soon-ae                           |                                  | KBS2      |
| 1985    | Light and Shadow                  |                                  | KBS2      |
| 1986    | 임이여 임일레라                   |                                  | KBS2      |
| 1987    | Time                              |                                  | KBS2      |
| 1987    | Land                              | Mrs. Yoon                        | KBS1      |
| 1988    | The Joy of Love                   |                                  | KBS2      |
| 1989    | 숲은 잠들지 않는다                |                                  | KBS2      |
| 1990    | While You Were Dreaming           |                                  | KBS2      |
| 1991    | Beyond the Mountains              |                                  | MBC       |
| 1991    | Kyoto City 25                     |                                  | KBS2      |
| 1992    | Two Women                         | Yang Young-ja                    | MBC       |
| 1992    | Man in Crisis                     |                                  | KBS2      |
| 1992    | For Love                          |                                  | KBS2      |
| 1993    | MBC Best Theater "거름꽃"         | primera esposa de Mr. Kim        | MBC       |
| 1993    | When I Miss You                   |                                  | KBS1      |
| 1993    | Youth Theater                     |                                  | KBS2      |
| 1993    | Daybreak                          |                                  | KBS1      |
| 1994    | The Tragedy of Y                  |                                  | SBS       |
| 1995    | Jang Nok-su                       | Reina Insoo                      | KBS2      |
| 1995    | West Palace                       |                                  | KBS2      |
| 1996    | Until We Can Love                 |                                  | KBS2      |
| 1997    | When She Beckons                  |                                  | KBS2      |
| 1997    | Beyond the Horizon                |                                  | SBS       |
| 1998    | I Love You, I Love You            |                                  | SBS       |
| 1998    | Eun-shil                          | madre de Im Chung-ok             | SBS       |
| 2000    | Roll of Thunder                   | KBS2                             |           |
| 2000    | Because of You                    | Park Yang-ja                     | MBC       |
| 2000    | Three Friends                     |                                  | MBC       |
| 2001    | I Still Love You                  | Soon-mi                          | SBS       |
| 2001    | Way of Living: Couple             | Madam Yang                       | SBS       |
| 2002    | We Are Dating Now                 |                                  | SBS       |
| 2002    | Dae Bak Family                    |                                  | SBS       |
| 2002    | Dawn of the Empire                | Reina Janghwa                    | KBS1      |
| 2002    | To Be with You                    | Mal-hee                          | KBS1      |
| 2003    | One Million Roses                 | Han Kwi-boon                     | KBS1      |
| 2003    | Lovers                            | Ms. Hwang                        | SBS       |
| 2004    | Terms of Endearment               | Cho Bok-sil                      | KBS2      |
| 2004    | A Second Proposal                 | Yang Soon-shim                   | KBS2      |
| 2005    | Dear Heaven                       | Mo Ran-shil                      | SBS       |
| 2005    | My Sweetheart, My Darling         | Yoo Young-soon                   | KBS1      |
| 2005    | HDTV Novel "The Buckwheat Season" | mujer de Nonsan                  | KBS1      |
| 2006    | Thank You, My Life                | Na Kyung-soon                    | KBS2      |
| 2006    | As the River Flows                | Kang Hak-shil                    | KBS2      |
| 2007    | Like Land and Sky                 | Han Bong-rye                     | KBS1      |
| 2007    | Good Day to Love                  | madre de Lee Jin-kook            | SBS       |
| 2007    | That Woman Is Scary               |                                  | SBS       |
| 2007    | Hometown Over the Hill            | Han Kil-sun (hasta 2012)         | KBS1      |
| 2008    | You Stole My Heart                | Myung-ja                         | KBS2      |
| 2008    | Star's Lover                      | abuela                           | SBS       |
| 2009    | Empress Cheonchu                  | Reina Sinjeong                   | KBS2      |
| 2009    | The Road Home                     | Gook Hyo-soon                    | KBS1      |
| 2009    | Brilliant Legacy                  | Jang Sook-ja                     | SBS       |
| 2009    | Creating Destiny                  | Jung/Lee Ok-ran                  | MBC       |
| 2010    | Definitely Neighbors              | Lee Jung-soon                    | SBS       |
| 2010    | Pure Pumpkin Flower               | Ms. Jang                         | SBS       |
| 2011    | 49 Days                           | (cameo)                          | SBS       |
| 2011    | Romance Town                      | Yoo Choon-jak                    | KBS2      |
| 2011    | The Women of Our Home             | Kim Mal-nam                      | KBS1      |
| 2011    | A Thousand Kisses                 | Cha Kyung-soon                   | MBC       |
| 2011    | Brain                             | Hwang Young-sun                  | KBS2      |
| 2011    | Immortal Classic                  | abuela de Kim Hyun-myung (cameo) | Channel A |
| 2012    | Rooftop Prince                    | Chairman Yeo                     | SBS       |
| 2012    | The Moon and Stars for You        | Kang Pil-soon                    | KBS1      |
| 2012    | My Daughter Seo-young             | Kim Eun-ho (guest)               | KBS2      |
| 2013    | Samsaengi                         | Ms. Jo                           | KBS2      |
| 2013    | Ugly Alert                        | presidenta Ban Hyo-jung          | SBS       |
| 2013    | Pots of Gold                      | Kim Pil-nyeo                     | MBC       |
| 2013    | Eunhui                            | Lee Geum-soon                    | KBS2      |
| 2013    | Goddess of Marriage               | Jin Hee                          | SBS       |
| 2013    | Melody of Love                    | Jo Gwi-boon                      | KBS1      |
| 2014    | Cheongdam-dong Scandal            | Jang Hye-im                      | SBS       |
| 2014    | Rosy Lovers                       | Ma Pil-soon                      | MBC       |
| 2015    | Save the Family                   | Cha Ong-shim                     | KBS1      |
| 2015    | Second 20s                        | Seo Woon-hae (cameo)             | tvN       |
| 2015    | Oh My Venus                       | Lee Hong-im                      | KBS2      |
| 2016    | Memory                            | Kim Soon-hee                     | tvN       |
| 2016    | Blow Breeze                       | Chun Kwi-ok                      | MBC       |
| 2017    | Bravo My Life                     | Park Sun-jin                     | SBS       |
| 2019-20 | Gracious Revenge                  | Presidenta Jo                    | KBS2      |
| 2020    | Soul Mechanic                     | Gu Gu-suk                        | KBS2      |
| 2020    | Hi Bye, Mama!                     | Mrs. Jung                        | tvN       |
| 2022    | It's Beautiful Now                | Yoon Jung-Ja                     | KBS2      |
| 2023    | Perfect Marriage Revenge          | Lee Tae-ja                       | MBN       |
| 2025    | My Dearest Nemesis                | Jeong Hyo-seon                   | tvN       |

## Premios y nominaciones
| Año  | Premio           | Categoría                                            | Nominación             | Resultado |
| ---- | ---------------- | ---------------------------------------------------- | ---------------------- | --------- |
| 1988 | KBS Drama Awards | Gran Premio (Daesang)                                | Land                   | Ganadora  |
| 2007 | KBS Drama Awards | Premio a la excelencia, Actriz en una serie de drama | Hometown Over the Hill | Nominada  |
| 2009 | SBS Drama Awards | Premio al Logro                                      | Brillante Legado       | Ganadora  |